# Großsteingrab Kroatenhügel
Das Großsteingrab Kroatenhügel (auch Großsteingrab Sudenburg) ist eine zerstörte jungsteinzeitliche Grabanlage im Magdeburger Stadtteil Sudenburg.

## Beschreibung
Das Grab befand sich in einer als „Kroatenhügel“ bezeichneten Erhebung, von dem lange Zeit unbekannt war, dass es sich um ein archäologisches Bodendenkmal handelte. Erst 1970 wurde im Zuge von Baumaßnahmen entdeckt, dass er ein Großsteingrab enthielt. Die Abtragung des Grabes sollte eigentlich durch das Kulturhistorische Museum Magdeburg überwacht werden, was allerdings nicht zustande kam. Als der Museumsmitarbeiter Gert Böttcher die Reste des Grabes schließlich dokumentierte, waren Hügel und Grabkammer bereits vollständig abgetragen. Lediglich die Steine waren noch vorhanden, lagen aber verstreut umher und befanden sich nicht mehr an ihren ursprünglichen Standorten. Das Grab muss daher als zerstört angesehen werden.
Böttcher versuchte trotz dieser schwierigen Ausgangslage eine hypothetische Rekonstruktion des Grabes. Aufgrund von Vergleichen mit Großsteingräbern in der Umgebung Magdeburgs nahm er an, dass das Grab zum Typ der Ganggräber oder der Großdolmen gehört haben dürfte. Die Grabkammer war fünf bis sieben Meter lang und zwei bis drei Meter breit. Eventuell hatte sie einen trapezförmigen Grundriss. Die Langseiten besaßen jeweils vier bis sechs Wandsteine von 1,40 bis 1,60 Meter Höhe, die Schmalseiten jeweils einen bis drei. Drei bis vier Steine bildeten die Decke der Kammer. Vielleicht bildete ein kurzer gedeckter Gang mit zwei bis sechs Wandsteinen den Zugang zur Kammer. Als Erbauer des Grabes kommen Angehörige der Walternienburger Kultur (3350–3100 v. Chr.) oder der Bernburger Kultur (3100–2650 v. Chr.) in Frage.
Die nach wie vor verstreut liegenden Steine befinden sich heute im Hinterhof eines Neubaublocks der von der Astonstraße, der Bundschuhstraße und der Florian-Geyer-Straße begrenzt wird.

## Der Kroatenhügel in regionalen Sagen
Seinen Namen verdankt der Kroatenhügel einer Sage, die auf den Dreißigjährigen Krieg zurückgeht. Während der Belagerung Magdeburgs Anfang 1631 soll von hier aus angeblich ein zu den kaiserlichen Truppen unter Johann T’Serclaes von Tilly gehörender Kroate mit einer Kanone die Kreuzblume vom Südturm des Magdeburger Doms geschossen haben.